# コンサルティング
コンサルティング (英: consulting)  (ラテン語：consultare「熟考する」から)とは、専門家(コンサルタント) が専門分野においてアドバイスやサービスを提供する業務のことである。

## 概要
コンサルタント (ラテン語：consultare「熟考する」から) は、専門分野においてアドバイスやサービスを提供する専門家である。
ハーバード・ビジネス・スクールはコンサルティングを「専門分野における特定のプロセスをどのように修正し、進め、合理化するか」について助言することであると定義している。

## 種類
コンサルティングは、経営コンサルティングのみならず、あらゆる業種に付帯して存在する。

### 経営コンサルティング
企業や行政機関等からの相談を受け、経営戦略・事業開発・業務開発などで抱える課題について、経営・事業のための解決策や方針を示し、指導や企画・立案を行い、成長へと導く業務である。特に経営コンサルティングを行う企業を、コンサルティングファームと呼ぶ。
- 戦略系
  - M&A
  - 経営計画策定
  - 新規事業
  - 海外進出
- 総合系
  - 組織･人事
  - 生産･物流
  - 財務会計
  - 経営管理･管理会計･コスト管理
  - 税務
  - 調達･購買
  - マーケティング

詳細は経営コンサルタントを参照。

### 業務コンサルティング
前述のとおり、コンサルティングは、様々な業種に付帯して存在する。

業界ごとの主要なコンサルティング分野は以下の通り。
- 技術コンサルタント
- 建設コンサルタント - 日本の建設コンサルタント一覧
- 都市計画コンサルタント - 日本の都市計画コンサルタント
- 空間情報コンサルタント
- 上下水道コンサルタント
- 地質コンサルタント
- 農業土木コンサルタント
- 造園コンサルタント
- ランドスケープコンサルタント
- 森林コンサルタント
- 林業コンサルタント - 林業経営コンサルタント
- 建築コンサルタント
- 補償コンサルタント
- 再開発コンサルタント
- 積算コンサルタント
- 環境コンサルタント
- 観光コンサルタント
- まちづくりコンサルタント
- 労働安全コンサルタント
- 労働衛生コンサルタント
- イメージコンサルタント
- 炎上対策コンサルタント

## 批判・問題点
- 本来の性質上、外資系のコンサル会社は、特にアメリカにおいては、軍や中央情報局（CIA：諜報機関）、外交問題評議会といった組織と関係のある幹部やメンバーが少なくなく、これらの組織からの委託業務も多いと言われる。[2]